# 星錐箭石
星錐箭石（學名：Asteroconites）是生存在三疊紀海洋中的一屬箭石。其化石分布於斯洛維尼亞和奧地利，如卡姆尼克-薩維尼亞阿爾卑斯山脈等地。

## 物種
- Asteroconites radiolaris Teller, 1885